# Alpenus thomasi
Alpenus thomasi là một loài bướm đêm thuộc phân họ Arctiinae, họ Erebidae.